# Landgoed De Paltz

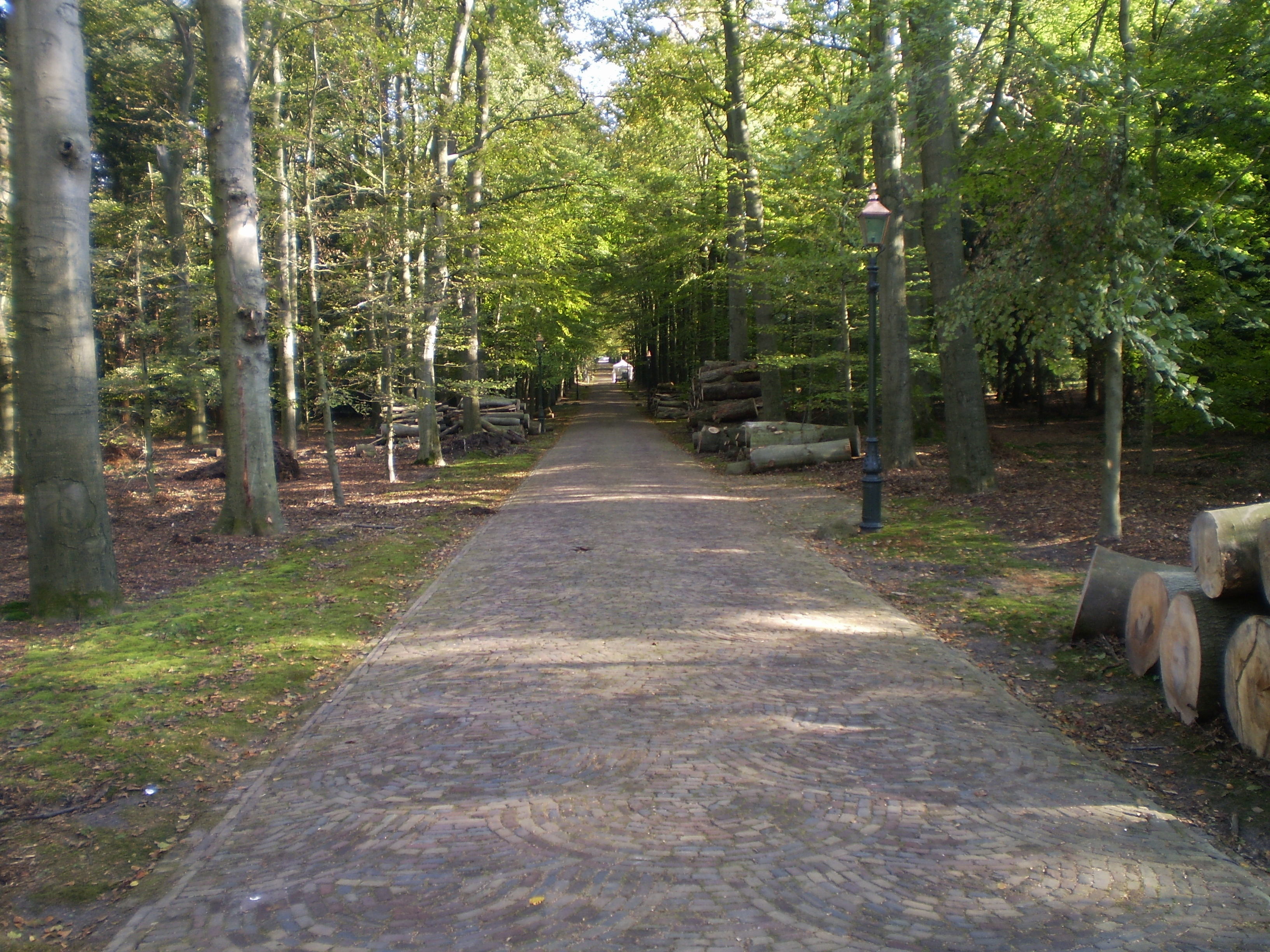
Oprijlaan De Paltz

De Paltz is een buitenplaats met landgoed en natuurgebied van 77 hectare op de 'Soester berg' tussen Soesterberg en Soestduinen in de gemeente Soest in de provincie Utrecht. Het gebied wordt begrensd door de Van Weerden Poelmanweg, Soester Hoogt, de Verlengde Paltzerweg, De Paltzerweg en het Heezerspoor w.z.
Het gebied bestaat uit een parkgedeelte en het gebied van de oude zandafgraving. In het parkgedeelte zijn lanen, een koetshuis, een waterval en een gastenverblijf. De berceaus uit de 19e eeuw zijn bewaard gebleven. De oude productiebossen zijn vervangen door diverse bomen en struiken. De vroegere zandafgraving is weer volledig begroeid.

## Historie
De naam komt van Duitse dagloners uit de Palts in Duitsland die hier kwamen wonen nadat ze waren gedeserteerd uit het leger van Frederik de Grote. Hun huizen stonden op de plek van het huidige landhuis. Het gebied heette toen nog Hoog Hees (Laag Hees lag bij de Wieksloterweg in Soest).
Op 18 december 1823 kocht Andries de Wilde voor ƒ 24.800 het landgoed Pijnenburg, waartoe ook enkele delen van het gebied De Paltz in Soesterberg behoorden. Van de Zeister burgemeester F.N. van Bern kocht De Wilde op 11 november 1836 nog een aantal stukken grond in het gebied. Hij liet op 15 juni 1860 zijn landgoed bij opbod verkopen. Zelf ging hij wonen op het zuidelijke deel van Pijnenburg. Het gedeelte ten noorden van de Biltseweg werd gekocht door mr. Herman Albrecht Insinger en de goederen van De Paltz werden gekocht voor ƒ 8.950 door de burgemeester van Breukelen, Jacob Philip Albert Leonard Ram. Deze liet in 1867 een herenhuis, tuinmanswoning, stal en koetshuis bouwen. De bestaande boerderij werd na een brand in 1861 herbouwd. Daarna volgde in 1863 de bouw van drie arbeiderswoningen aan het Heezerspoor. In 1867 werden het herenhuis en het koetshuis voltooid en werd begonnen met de aanleg van het park naar een ontwerp van tuinarchitect en boomkweker Hendrik Copijn.
Nadat jhr. Ram onder curatele was gesteld, werd het landgoed op 5 juli 1872 bij opbod verkocht. Het werd voor ƒ 25.000 eigendom van Louis Rutgers van Rozenburg, assuradeur te Amsterdam. Hij gebruikte het eerst als buitenhuis. In 1860 werd het zijn vaste verblijfplaats. Hij liet het landgoed in 1876 opnieuw aanleggen door tuinarchitect Leonard Springer. Na de dood van Louis Rutgers van Rozenburg in 1908 vestigde diens oudste zoon David Louis zich op het landgoed. Na zijn verhuizing in 1922 naar Utrecht werd het landgoed verkocht aan de gebroeders Van der Krol. Deze houthandelaren, die het landgoed nooit hebben bewoond, kapten grote stukken bos en vervingen het door productiebos voor de mijnbouw in Zuid-Limburg. In de 20ste eeuw werden delen van het landgoed gebruikt voor zandafgraving. Ook werd er 70 hectare verkocht aan de Nederlandse Staat voor defensiedoeleinden. 
In 1984 werd het landgoed gekocht door E.S. Raatjes, waarna hij het koetshuis liet restaureren. Onder het koetshuis werd een extra kelder gegraven, vanwaaruit alle elektriciteit op het landgoed kon worden bediend. Na de voltooiing vestigde Raatjes zich in 1989 in het koetshuis. De omgeving werd aangeplant met bomen vanuit de hele wereld. In 1998 liet Raatjes het herdershuis bouwen. Onder de zeven meter hoge waterval bevindt zich een vleermuisgrot. Ook kwam er een faunahuis, een dassenburcht en werden vele nestkasten opgehangen.

## Bos en huis

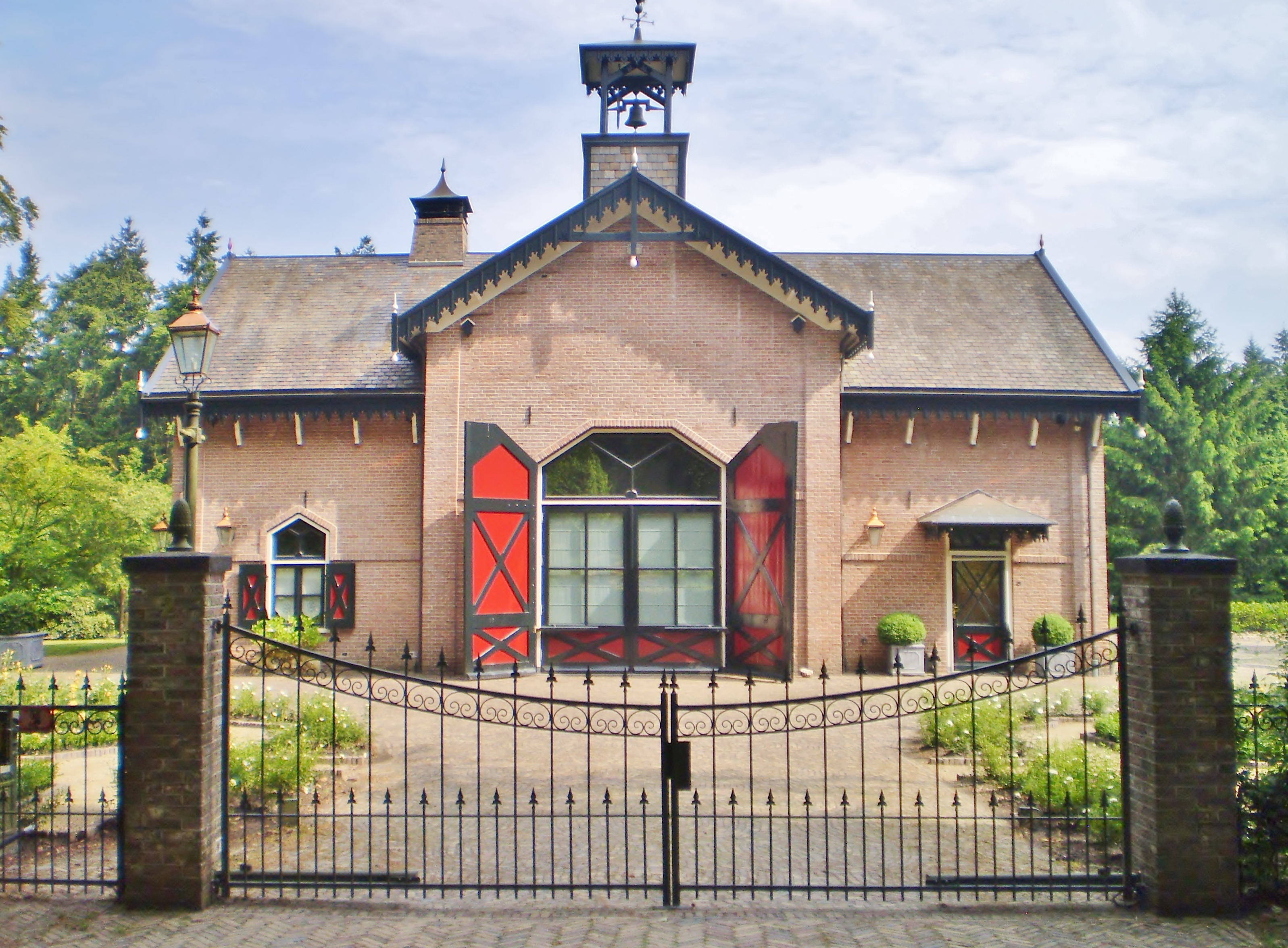
Koetshuis De Paltz

In de middeleeuwen heette dit grondgebied "de Eng fan Hees" en werd ook "Grote Eng" en "Hoog Hees" genoemd. Het witgepleisterde gebouw heeft een veranda, een symmetrische voorgevel en is gebouwd in Frans-eclectische stijl. De voorgevel en de portiek hebben pilaren. Het huis heeft vier verdiepingen: een kelder, een begane grond, een verdieping en een zolder met schilddak. De aanleg van de tuin gaat deels terug op de 15e-eeuwse ontginning tot bouwland. Na 1872 werden enkele stukken grond toegevoegd aan het landgoed en werd het bestaande beukendoolhof opnieuw beplant door tuinarchitect Leonard Springer. In het midden van het doolhof stond een folly in de vorm van een kluizenaarsgrot. Rutgers van Rozenburg liet dit aanleggen voor gasten en zijn vier dochters. De villa wordt sinds eind 2013 gebruikt als kantoor en galerie.

## Station
Stopplaats De Paltz is een vroegere halte aan het spoor Den Dolder-Baarn. De stopplaats werd op 27 juni 1898 geopend en op 15 mei 1933 gesloten. De aanleg van de stopplaats was een initiatief van jonkheer Louis Rutgers van Rozenburg, destijds eigenaar van het landgoed. Omdat hij eigenaar van de grond was waar het tracé over liep kreeg hij het voor elkaar dat er een laantje naar zijn landgoed werd aangelegd, het hedendaagse Berkenlaantje.

## 20e eeuw
In 1922 werd het landgoed verkocht aan de houthandelaren Van der Kroll, die grote stukken van de bebossing kapten en vervingen door productiebossen voor de mijnbouw. In de jaren 60 en 70 van de 20e eeuw vonden grote zandafgravingen plaats, waardoor het landschap grote veranderingen onderging. Het landgoed was een tijdlang eigendom van de firma J. van der Kroll, die het huis verhuurde aan de evangelische stichting In de Ruimte die het als opvanghuis gebruikte. In 2007 werd het landgoed aangekocht door de provincie Utrecht en werd een begin gemaakt met de restauratie van het landschapspark, een en ander in het kader van het programma Hart van de Heuvelrug, waarin landgoed De Paltz een belangrijke schakel vormt in de natuur op de Utrechtse Heuvelrug.
Op het landgoed werd in 2011 het Soester Paltzfestival gehouden. Sinds 2016 (try out) vindt er de PaltzBiënnale plaats.

## Flora en fauna

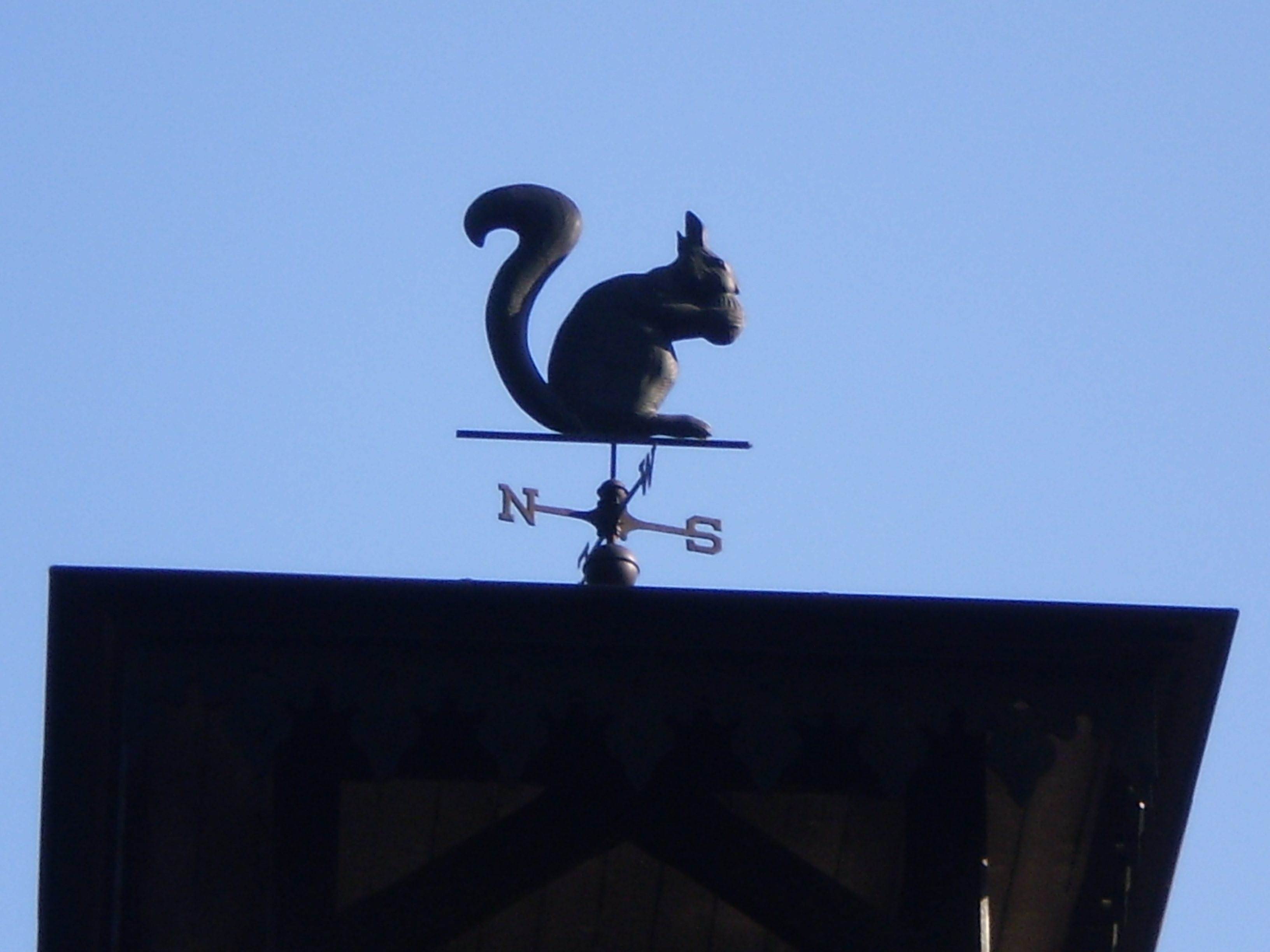
Windwijzer met eekhoorn De Paltz

Op meerdere manieren wordt gestreefd om dieren een goede afwisselende leefplek te geven. Zo werd in 2014 nog een lindebos aangeplant. Er zijn rododendrons en veel vruchtdragende struiken. De vorige eigenaar van De Paltz liet voor de reeën speciale schuilplaatsen aanleggen. Door enkele stukken bos niet uit te dunnen konden de dieren een goede dekking vinden. Ook komen er veel vossen op De Paltz voor. Voor de vleermuizen is een speciale kelder aangelegd. Door het ophangen van kasten kunnen ook boommarters een veilig heenkomen vinden. Op het terrein leven verder reigers, zangvogels en roofvogels als buizerd, havik, sperwer en uilen. In De Paltz komen veel paddenstoelen voor, onder andere in de vorm van een aantal grote heksenkringen.

## Bewoners
- 1860 - 1872 Jonkheer Jacob Philip Albert Leonard Ram
- 1872 - 1908 Jonkheer Louis Rutgers van Rozenburg
- 1908 - 1922 David Louis van Rozenburg
- 1922 - 1984 gebroeders Van der Krol
- 1984 - 2007 E.S. Raatjes
- 2007 - 2014 provincie Utrecht
- 2011 - Het Utrechts Landschap[1]
- 2014 - Meria Bakker en Wouter Blom
- 2015 - Herman van Veen

## Galerij

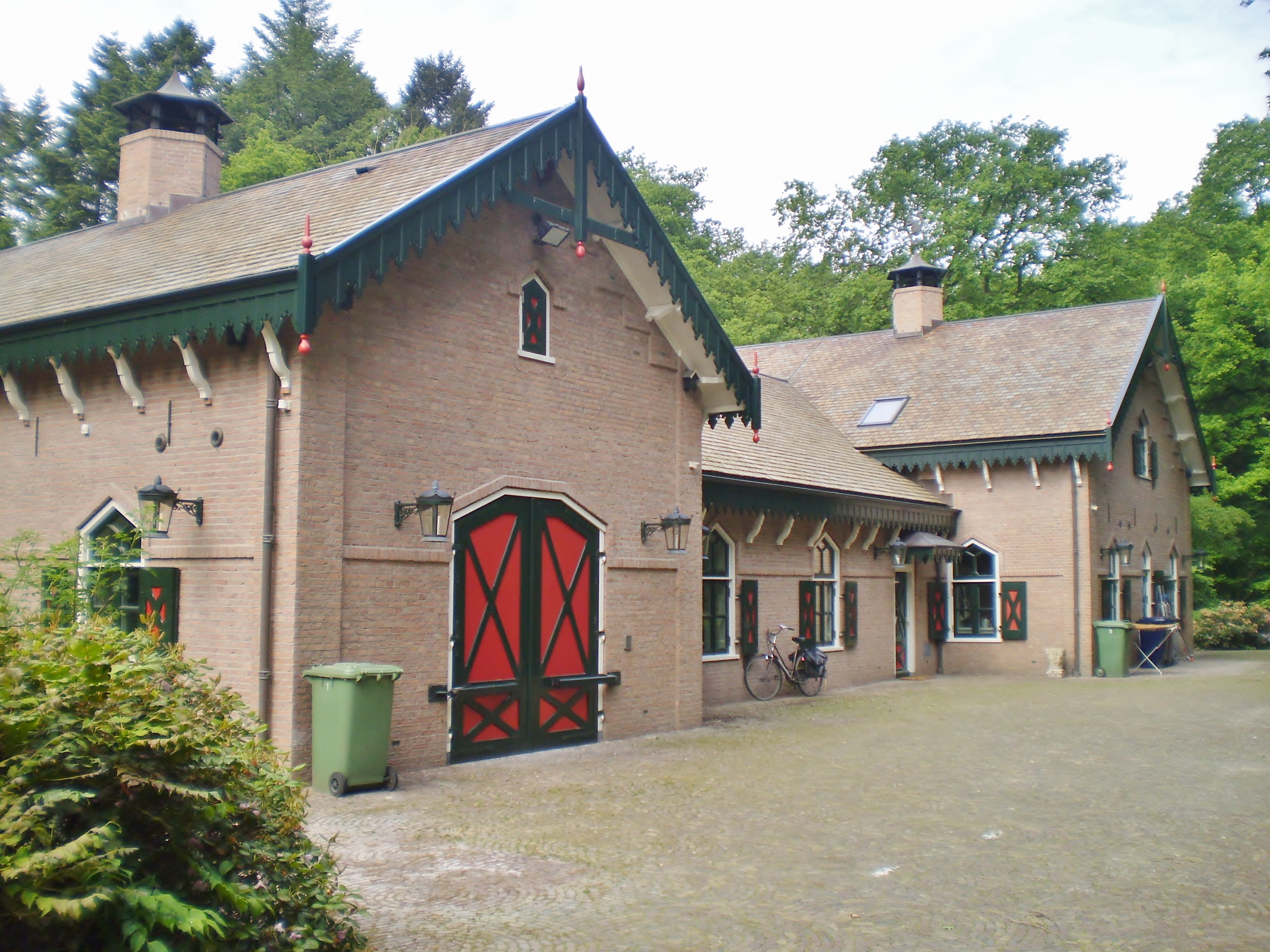
Heezerspoor 3
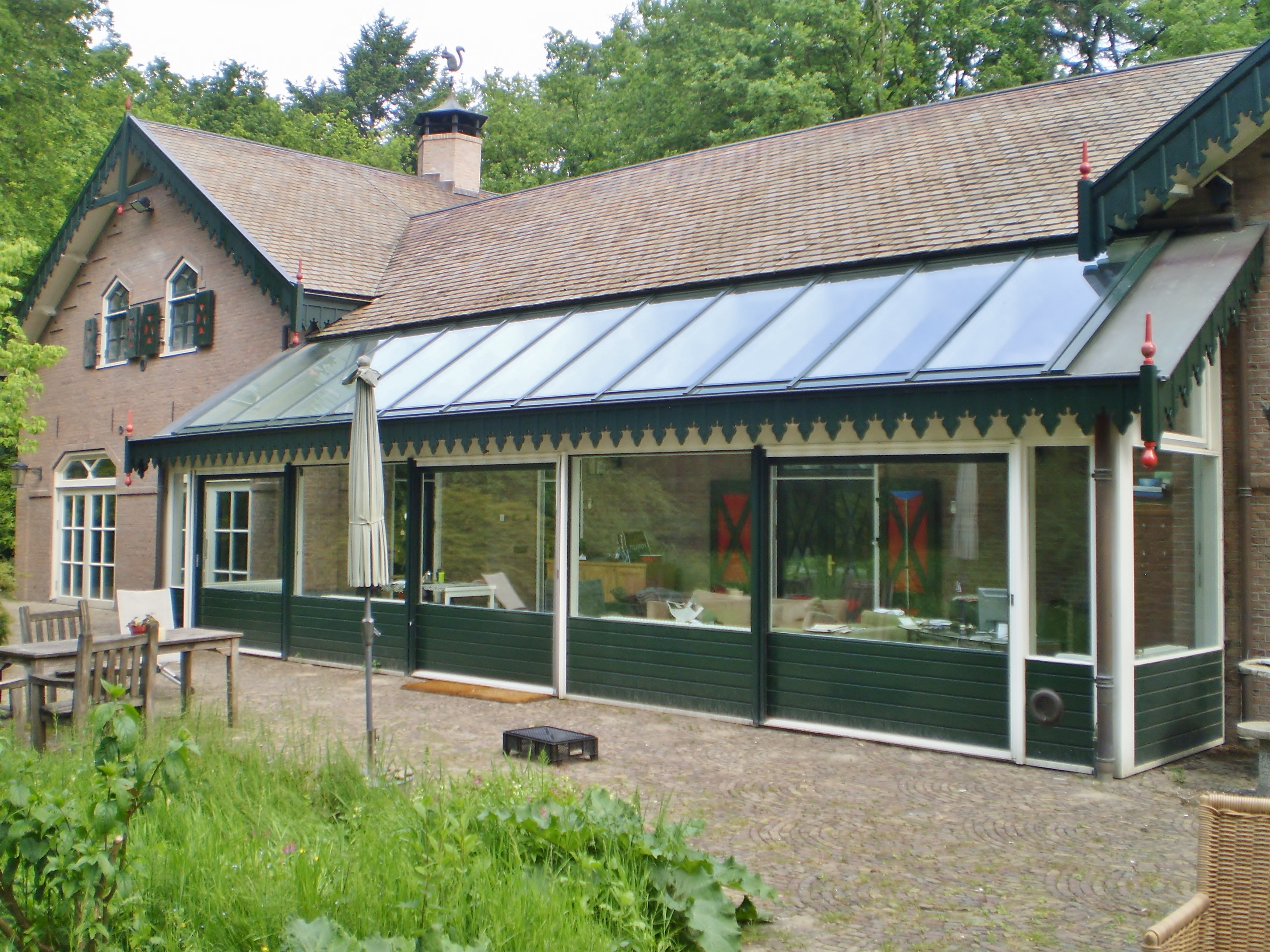
Heezerspoor 3, zijde De Paltz
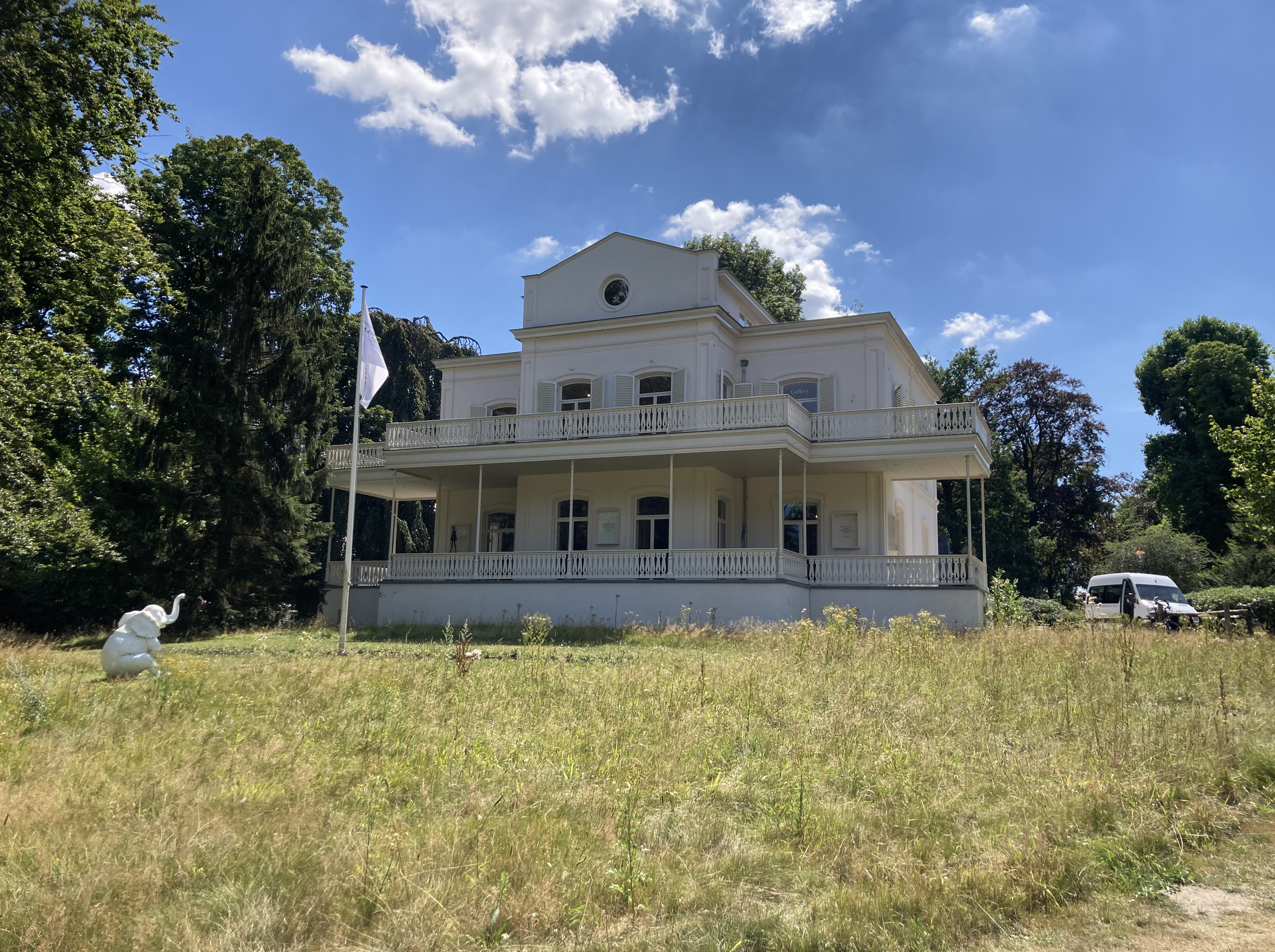
Villa De Paltz
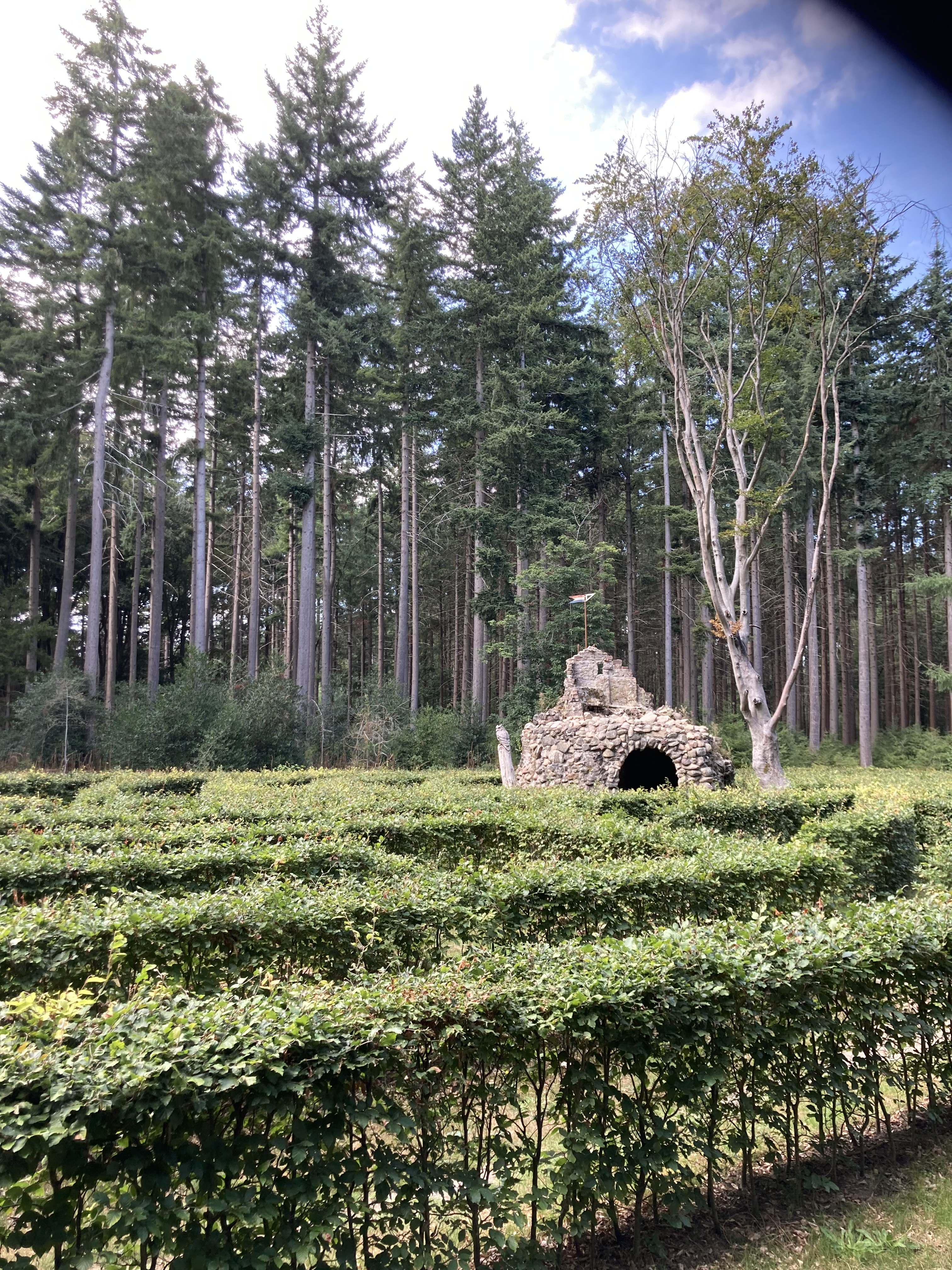